# موش هوایی
موش هوایی (نام علمی: Aeromys) نام یک سرده از تبار سنجاب پرنده است.

## گونه‌ها
- سنجاب پرنده سیاه, Aeromys tephromelas
- سنجاب پرنده توماس, Aeromys thomasi